# Greer Peak
Der Greer Peak ist ein markanter Berg im westantarktischen Marie-Byrd-Land. In den Denfeld Mountains der Ford Ranges ist er die nördlichste Erhebung der Wiener Peaks.
Wissenschaftler der United States Antarctic Service Expedition (1939–1941) kartierten ihn. Der US-amerikanische Polarforscher Richard Evelyn Byrd, der diese Expedition leitete, benannte den Berg nach William E. R. Greer (1918–2011), seinem persönlichen Arzt in den 1950er Jahren.